# Матевосян, Паруйр Апетнакович
Пару́йр Апетна́кович (Павел Петрович) Матевося́н (12 апреля 1907, Эриванская губерния — 27 июня 1983, Москва) — советский хозяйственный и государственный деятель, директор сталинградского завода «Красный Октябрь», Герой Социалистического Труда (1966).

## Биография
Родился 12 апреля 1907 года в селе Дагарли Александропольского уезда Эриванской губернии (ныне Ширакской области Армении) в многодетной семье рабочего-железнодорожника. Уже в 15 лет начал трудиться рабочим на Закавказской железной дороге.

### Образование
В 1924 году Паруйр Матевосян поступил на рабфак в Ереване. Окончив его в 1927 году, тогда же поступил на физико-математический факультет Ленинградского государственного университета. В 1929 году, когда в связи с «шахтинским делом» Ленинградский горный институт объявил донабор, П. Матевосян оказался среди переведённых на его металлургический факультет. В 1931 году факультет в рамках реорганизации вуза был переведён в Свердловский металлургический институт, который он и окончил в результате в 1933 году, получив квалификацию инженера-металлурга.

### Начало карьеры
После окончания института П. А. Матевосян работал начальником смены листопрокатного цеха на Алапаевском, а затем Верх-Исетском металлургическом заводе.
В августе 1934 года его перевели на сталинградский металлургический завод «Красный Октябрь». В течение четырёх лет работал сменным инженером, мастером-прокатчиком, а затем начальником смены листопрокатного цеха. С сентября 1938 по март 1940 года работал секретарём Краснооктябрьского райкома ВКП(б).
В марте 1940 года назначен главным инженером (фактически первым заместителем директора) завода «Красный Октябрь». На этом посту П. А. Матевосян активно занялся модернизацией производства и внедрением новых технологий. К 1941 году завод стал одним из крупнейших предприятий страны по производству качественных и специальных сталей.

### Военные годы
В первый период Великой Отечественной войны на «Красном Октябре» было налажено производство броневой, подшипниковой и прочих сталей специального назначения, в том числе для знаменитого танка Т-34. Завод выпускал 32 наименования военной техники: гвардейские миномёты «Катюша», танковые корпуса, противотанковые ежи, каски и др. За успешное выполнение военных заказов П. А. Матевосян был награждён орденом Трудового Красного Знамени
В 1942 году П. А. Матевосяну пришлось заниматься эвакуацией рабочих, их семей, заводского оборудования в Челябинск и Новокузнецк.
12 января 1943 года, ещё до завершения Сталинградской битвы, народным комиссаром чёрной металлургии И. Ф. Тевосяном был подписан приказ о назначении П. А. Матевосяна директором Сталинградского ордена Ленина металлургического завода «Красный Октябрь». 2 февраля 1943 года генерал-майор С. С. Гурьев символически передал новому директору территорию завода, которым он в дальнейшем бессменно руководил 29 лет (до 30 марта 1972 года).
В 1943 году полностью разрушенный завод пришлось восстанавливать из руин. 15 мая 1943 года Государственный комитет обороны принял постановление о восстановлении металлургического завода «Красный Октябрь», для этих целей выделен 1 миллиард рублей, в Сталинград направлены крупные строительные организации. В результате уже 31 июля 1943 года восстановленная мартеновская печь произвела первую плавку. За заслуги в обеспечении Рабоче-крестьянской Красной армии армии и Военно-морского флота в годы Великой Отечественной войны завод, возглавляемый П. А. Матевосяном, был награждён в 1943 году орденом Отечественной войны I степени. В 1948 году за успешное восстановление завода и в связи с 50-летием со дня основания завод был награждён орденом Трудового Красного Знамени. Сам П. А. Матевосян за успешное выполнение заданий Государственного комитета обороны был награждён в 1945 году орденом Ленина.

### Мирное время
В годы дальнейшего руководства П. А. Матевосяна завод занял ведущее место среди производителей сталей специального назначения, востребованных в автомобилестроении и авиационной промышленности, химическом и энергетическом машиностроении, нефтеперерабатывающей промышленности, оборонно-промышленном комплексе. Завод первым в отрасли перешёл на новую систему планирования и экономического стимулирования, за что был награждён Дипломом I степени Министерства чёрной металлургии (постановлением от 29 марта 1968 года).
За время его руководства в Волгограде были построены: Дом Техники, Дворец культуры имени Ленина, профилакторий (теперь геронтологический санаторий), Металлургический техникум, крупнейший в Европе открытый плавательный бассейн «Искра» (ныне «Волга», база Российской Федерации по плаванию), несколько гостиниц, огромное количество жилых домов, детских садов, яслей и школ, две больницы, поликлиника и др.
П. А. Матевосян стал инициатором создания одного из первых в стране музеев промышленного предприятия (1964).
Указом Президиума Верховного Совета СССР от 22 марта 1966 года за выдающиеся успехи, достигнутые в развитии чёрной металлургии, Паруйру Апетнаковичу Матевосяну присвоено звание Героя Социалистического Труда с вручением ордена Ленина и медали «Серп и Молот».
В течение 20 лет П. А. Матевосян являлся депутатом областного и городского советов, членом обкома КПСС и бюро горкома КПСС, делегатом ХХ и ХХШ съездов КПСС.
С 1972 по 1978 год исполнял обязанности директора бюро международной (по линии Совета экономической взаимопомощи) организации «Интерметалл». Шесть лет проработал в Будапеште. Вернувшись из Венгерской Народной Республики, проживал с семьёй в Москве. Был персональным пенсионером союзного значения.
П. А. Матевосян явился основателем трудовой династии: сегодня на заводе работают его племянники.
Скончался в Москве 27 июня 1983 года на 76-м году жизни. Похоронен на Хованском кладбище.

## Награды
- Герой Социалистического Труда
- четыре орденами Ленина
- орден Октябрьской революции
- три ордена Трудового Красного Знамени
- медаль «За трудовое отличие».
- медаль «За оборону Сталинграда»
- медаль «За доблестный труд в Великой Отечественной войне 1941—1945 гг.»
- медаль «За восстановление предприятий чёрной металлургии юга»

В его честь на территории завода установлена мемориальная доска. Ежегодно в профессиональный праздник, День металлурга, передовикам производства присуждается премия имени Матевосяна. В 2004 году в посёлке металлургов, в котором жил П. А. Матевосян, названа улица в его честь.